# Vasile Măstăcan
Vasile Ionel Măstăcan (Podu Turcului, 5 de noviembre de 1968) es un deportista rumano que compitió en remo.
Participó en tres Juegos Olímpicos de Verano, obteniendo una medalla de plata en Barcelona 1992, en la prueba de ocho con timonel, el quinto lugar en Atlanta 1996 (cuatro sin timonel) y el sexto en Sídney 2000 (ocho con timonel).
Ganó tres medallas en el Campeonato Mundial de Remo entre los años 1993 y 2001.

## Palmarés internacional
| Juegos Olímpicos   | Juegos Olímpicos         | Juegos Olímpicos  | Juegos Olímpicos   |
| Año                | Lugar                    | Medalla           | Prueba             |
| ------------------ | ------------------------ | ----------------- | ------------------ |
| 1992               | Barcelona (España)       | Medalla de plata  | Ocho con timonel   |
| Campeonato Mundial |                          |                   |                    |
| Año                | Lugar                    | Medalla           | Prueba             |
| 1993               | Račice (República Checa) | Medalla de plata  | Ocho con timonel   |
| 1999               | St. Catharines (Canadá)  | Medalla de bronce | Cuatro con timonel |
| 2001               | Lucerna (Suiza)          | Medalla de oro    | Ocho con timonel   |